# جانی هییس
جانی هییس (انگلیسی: Jonny Hayes؛ زادهٔ ۹ ژوئیهٔ ۱۹۸۷) بازیکن فوتبال اهل جمهوری ایرلند است.
از باشگاه‌هایی که در آن بازی کرده‌است می‌توان به باشگاه فوتبال فارست گرین راورز، باشگاه فوتبال نورث‌همپتون تاون، باشگاه فوتبال سلتیک، باشگاه فوتبال چلتنهام تاون، باشگاه فوتبال میلتون کینز دونز، باشگاه فوتبال ردینگ، باشگاه فوتبال آبردین، باشگاه فوتبال اینورنس کالدنیون تیسل، و باشگاه فوتبال لستر سیتی اشاره کرد.
وی همچنین در تیم‌های ملی فوتبال زیر ۲۱ سال جمهوری ایرلند و جمهوری ایرلند بازی کرده‌است.